# KkStB 74 sorozatú szerkocsi
A kkStB  74 szerkocsisorozat eredetileg a KFNB egy szerkocsisorozata volt, mely később az államosítás folytán a kkStB-hez került.
A KFNB szerezte be ezeket a szerkocsikat 1895-ben a IId sorozatú mozdonyaihoz a Bécsújhelyi Mozdonygyártól és az O szerkocsisorozatba osztotta őket.
A KFNB államosítása után az Császári és Királyi Osztrák Államvasutak kkStB 74 szerkocsiosztályba sorolta át. Ezt követően is csak az Északi vasúti mozdonyokkal kapcsolva használták őket.

## Fordítás
- Ez a szócikk részben vagy egészben  a   KkStB Tenderreihe 74 című német Wikipédia-szócikk fordításán alapul.  Az eredeti cikk szerkesztőit annak laptörténete sorolja fel. Ez a jelzés csupán a megfogalmazás eredetét és a szerzői jogokat jelzi, nem szolgál a cikkben szereplő információk forrásmegjelöléseként.